# Klockrike landskommun
Klockrike landskommun var en tidigare kommun i Östergötlands län.

## Administrativ historik
När 1862 års kommunalförordningar trädde i kraft inrättades i Sverige cirka 2 500 kommuner. Huvuddelen av dessa var landskommuner (baserade på den äldre sockenindelningen), vartill kom 89 städer och åtta köpingar. I Klockrike socken i Bobergs härad i Östergötland bildades då Klockrike och Brunneby landskommun som redan 1868 delades och då  denna kommun inrättades.
Vid kommunreformen 1952 uppgick denna  i storkommunen Borensbergs landskommun som 1971 uppgick i Motala kommun.

## Politik

### Mandatfördelning i Klockrike landskommun 1946
| 13 | 7 |

| 19 |